# Pinocchio
 For alternative betydninger, se Pinocchio (flertydig). (Se også artikler, som begynder med Pinocchio)
 Der er for få eller ingen kildehenvisninger i denne artikel, hvilket er et problem. Du kan hjælpe ved at angive troværdige kilder til de påstande, som fremføres i artiklen.

| Portal | Portal:Disney |

Pinocchio er en italiensk børnebog fra 1883 af Carlo Collodi. Pinocchio blev i 1940 brugt af Walt Disney Company i tegnefilmen af samme navn. Det er en fortælling med megen morale og satire.
Historien handler om dukkemageren Geppetto, der laver en trædukke Pinocchio og ønsker sig, at dukken vil blive til en rigtig dreng. Feen gør dukken levende, og hun siger at han først bliver en rigtig dreng, når han har lært at tale sandt og være uselvisk.
Det er ikke så nemt; den lille dukke lyver ofte, og hans næse vokser for hver gang. Og han lader sig let lokke i fordærv.
Men alt ender godt, og han bliver en rigtig dreng.

## Adapteringer
Collodis historie om Pinocchio har dannet forlæg for flere andre bøger, film og skuespil.
Den sovjetiske forfatter Aleksej Tolstoj baserede børnebogen Den gyldne nøgle eller Pinocchios eventyr fra 1936 på Collodis historie. Tolstojs børnebog er filmatiseret flere gange, bl.a. ved Prikljutjenija Buratino (1959) og igen under samme titel i 1975.
Disney udgav i 1940 en tegnefilm baseret på historien, Pinocchio. Disneys film blev et økonomisk flop.[kilde mangler] Da den kom, var 2. verdenskrig brudt ud, og det europæiske marked var udelukket, og det amerikanske marked svigtede. På trods af det regnes den i dag for en af hans bedste film,[kilde mangler] omend kendere af Collodis bog rynker på næsen af den. Musikken blev komponeret af Leigh Harline og Ned Washington, og en af sangene When you wish upon af star er blevet Disneys kendingsmelodi.
En anden kendt sang fra filmen er Der er ingen bånd der binder mig.
Han fik sin egen tegneserie hos Walt Disney, men kan også indgå som biperson i andre figurers serier.